# So Nggajah
So Nggajah is een bestuurslaag in het regentschap Dompu van de provincie West-Nusa Tenggara, Indonesië. So Nggajah telt 513 inwoners (volkstelling 2010).